# کیتو ناکامورا
کیتو ناکامورا (انگلیسی: Keito Nakamura؛ زادهٔ ۲۸ ژوئیهٔ ۲۰۰۰) بازیکن فوتبال اهل ژاپن است.که در باشگاه فوتبال استاد رنس در پست مهاجم بازی می‌کند.
وی همچنین در تیم ملی فوتبال زیر ۱۷ سال ژاپن بازی کرده‌است.